# Facepalm

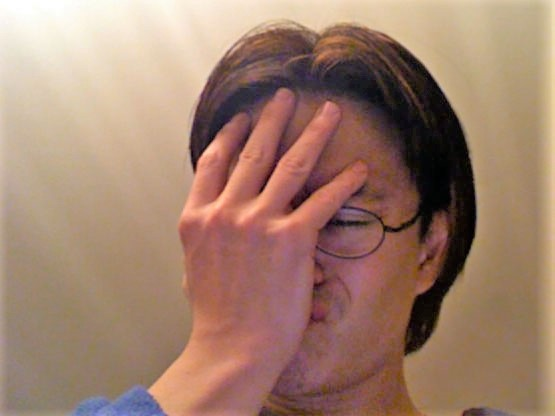
Facepalm

Facepalm [feɪs'pɑːm] (czasami zapisywany jako face-palm lub face palm) – gest, który polega na przyłożeniu dłoni do twarzy. Gest jest w wielu kulturach przejawem frustracji, zażenowania, rozczarowania, wstydu lub sarkazmu. Wykorzystuje się go także w memach internetowych.
Słowo to pojawiło się prawdopodobnie w latach 90. XX wieku; jego najwcześniejsze znane użycia pochodzą z 1996 roku.